# 1805 en photographie
| Années de la photographie : 1802 - 1803 - 1804 - 1805 - 1806 - 1807 - 1808    |
| Décennies de la photographie : 1770 - 1780 - 1790 - 1800 - 1810 - 1820 - 1830 |

Cet article présente les faits marquants de l'année 1805 en photographie.

## Naissances
- 20 janvier : Jessie Mann (en), photographe écossaise, assistante de David Octavius Hill et Robert Adamson, morte le 21 avril 1867.
- 21 janvier : Edward King-Tenison, homme politique et photographe irlandais, mort le 19 juin 1878.
- 27 avril : Gustave Souquet, précurseur français de la photographie archéologique, mort le 14 novembre 1867.
- 26 juillet : Abel Niépce de Saint-Victor, militaire, physicien, chimiste et photographe français, cousin germain de Nicéphore Niépce, mort le 7 avril 1870.
- 5 août : Luigi Sacchi (en), peintre et photographe italien, mort le 15 janvier 1861.
- 7 septembre : Auguste Belloc, peintre et photographe français, mort le 6 janvier 1873.
- 30 décembre : Carl Ferdinand Stelzner, peintre portraitiste et photographe daguerréotypiste allemand, pionnier de la photographie, actif à Hambourg, mort le 23 octobre 1894.

## Décès
- 10 juillet : Thomas Wedgwood, potier britannique, créateur de la fabrique de poterie Wedgwood, précurseur dans l’expérimentation de la photographie, né le 14 mai 1771.